# Diocèse de Des Moines
Le diocèse de Des Moines (Dioecesis Desmoinensis) est un territoire ecclésiastique de l'Église catholique romaine aux États-Unis, suffragant de l'archidiocèse de Dubuque, dans l'État de l'Iowa.

## Histoire
Le diocèse a été érigé canoniquement le 12 août 1911 par le pape Pie X par détachement de la partie occidentale de celui de Davenport.

## Siège
Son siège est situé à la cathédrale Saint-Ambroise de Des Moines.

## Territoire et population

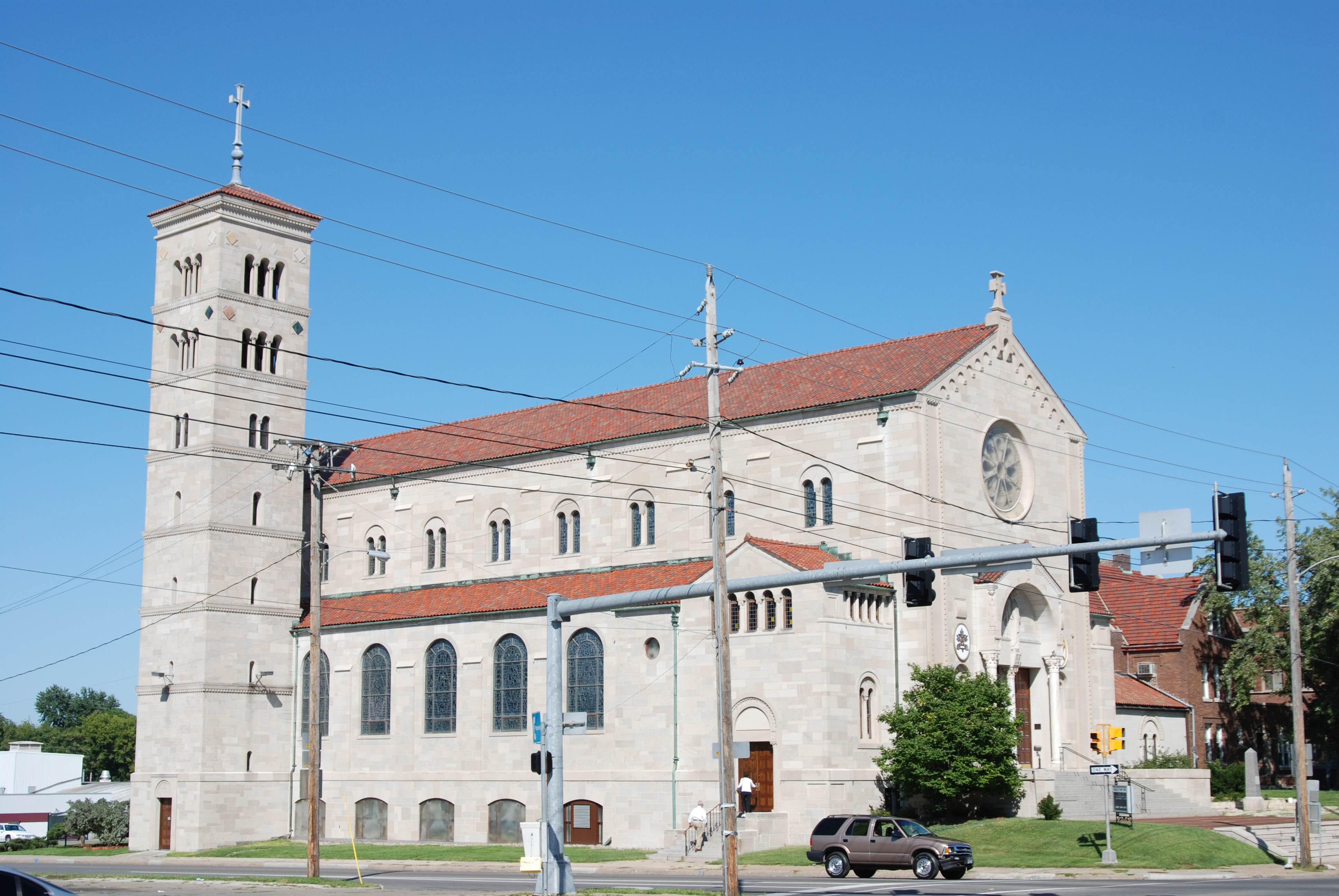
Basilique Saint-Jean l’Apôtre à Des Moines.

Le diocèse correspond à 23 comtés situés dans le quadrant sud-ouest de l'Iowa et occupe une superficie de 32 223 km2. Il abrite 91 347 fidèles catholiques vivant dans le territoire diocésain, soit 12.3 %  de la population totale. Il compte également 93 prêtres, qui portent leur ministère dans 82 paroisses. Il y a 13 religieux et 81 religieuses à Des Moines.

## Évêques
Le diocèse a été dirigé par dix évêques depuis 1912. Le titulaire actuel est Mgr William Joensen depuis 2019.